# Służby społeczne
Służby społeczne – pojęcie z zakresu polityki społecznej, oznaczające:
- według definicji autorstwa Barbary Szatur-Jaworskiej (2001): instytucje, grupy zorganizowane i osoby realizujące szeroko pojętą pracę socjalną oraz inne związane z nią formy wspierania ludzi,
- według definicji autorstwa Michała Porowskiego (1998): zespół zróżnicowanych działań, czy też usług, prowadzonych profesjonalnie lub wolontaryjnie, w ramach instytucji publicznych, pozarządowych lub nieformalnych, polegających na świadczeniu pomocy rodzinom, jednostkom i społecznościom, doświadczającym różnorakich trudności życiowych w celu odzyskania przez nie zdolności społecznych, funkcjonalnych i ich rehabilitacji, jak również stwarzania warunków do osiągania tych celów[1].

Według Szatur-Jaworskiej służby społeczne wyróżnia spośród innych podmiotów polityki społecznej bezpośredni kontakt z osobami potrzebującymi wsparcia, indywidualizacja celów i metodyki działania, poprzedzanie interwencji diagnostyką danych środowisk, reagowanie w sytuacjach, w których zawiodły inne mechanizmy wsparcia społecznego i rozwiązywania problemów oraz skoncentrowanie się na potrzebach istotnych dla społecznego funkcjonowania beneficjentów.
Służby społeczne mogą mieć postać zinstytucjonalizowaną (np. ośrodek pomocy społecznej, stowarzyszenie), albo niezinstytucjonalizowaną (np. grupa samopomocowa, pomoc sąsiedzka). Służby takie finansowane są z funduszy państwowych (służby publiczne) lub prywatnych (służby niepubliczne).